# 麻薬
| 薬物                                             | 定義 | 定義 | 定義 | 定義 |
| 薬物                                             | 1    | 2    | 3    |      |
| ------------------------------------------------ | ---- | ---- | ---- | ---- |
| アヘン                                           | ○    | ○    | ○    |      |
| モルヒネ                                         | ○    | ○    | ○    |      |
| ヘロイン                                         | ○    | ○    | ○    |      |
| コカイン                                         | ×    | ○    | ○    |      |
| 大麻                                             | ×    | ○    | ○    |      |
| THC                                              | ×    | ○    | ○    |      |
| アンフェタミン （覚醒剤）                        | ×    | ×    | ×    |      |
| LSD                                              | ×    | ×    | ○    |      |
| MDMA                                             | ×    | ×    | ○    |      |
| 脱法ドラッグ                                     | ×    | ×    | ×    |      |
| タバコ                                           | ×    | ×    | ×    |      |
| アルコール                                       | ×    | ×    | ×    |      |
| 凡例 - ○相当する - △議論の余地あり - ×相当しない |      |      |      |      |

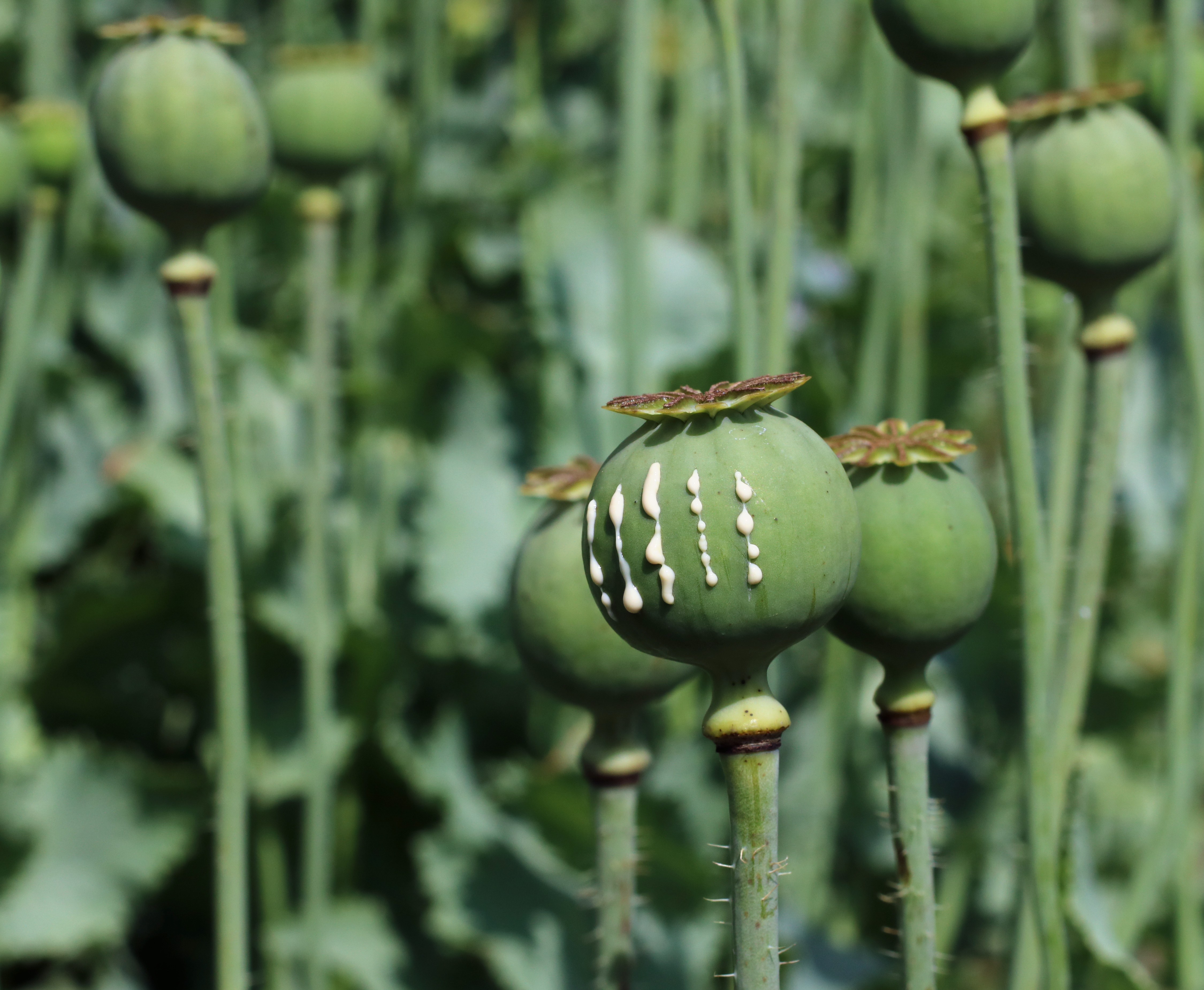
ケシの果実（いわゆるケシ坊主）に傷をつけて、アルカロイド樹脂を採取する

麻薬（まやく、英語: narcotic、痲薬とも）とは、通常はモルヒネやヘロインのようなケシから生成される麻薬性鎮痛薬のオピエートやオピオイドを指すが（定義1）、法律上の用語として、法律で規制された薬物を指して用いられることもある用語である（定義2）。アメリカ合衆国やカナダの規制法によれば、オピオイドだけでなく、コカインや大麻を含む。日本ではさらに麻薬及び向精神薬取締法（麻薬取締法）における、「日本の法律上の麻薬」の語が、それらとも異なって使用されている（定義3）。薬物全般は薬物（drug）を参照。
国際的には向精神薬であるLSDのような幻覚剤の多くは「日本の法律上の麻薬」であり、一方で大麻は大麻取締法、覚醒剤は覚醒剤取締法が別個に規制する。したがって、致死性、依存性の有無、身体的な離脱症状を生じる身体的依存の有無、離脱症状が致命的となるか否かの異なった薬物が、その含有する意味合いにより異なって含まれてくる、そうした薬物の総称である。医師などによる適正な投与以外の使用は禁止されている。医療目的における用途は鎮痛が多い。
依存性や致死性の高いアヘンやコカインなどの麻薬は、国際協力の元で厳しく規制されている。従来、白人の植民地主義によるアヘン売買が問題となり、1912年には万国阿片条約が公布された。条約に並行して、同種でより強力なバイエル社の医薬品ヘロインが出回ったがこれも1920年代には厳しく扱われる。1961年の麻薬に関する単一条約が先の条約を引き継いだが、欧米で再び密造のヘロインが流通し、敵対勢力が生産したものだが、当のアメリカ合衆国の中央情報局が流通に関わり秘密資金としていることも明らかとされた。このようにして、1971年にアメリカのニクソン大統領が、麻薬戦争（薬物戦争）を宣言した。規制されていることで多額の利益を上げるものとなっており、反政府勢力や私兵組織、テロリストなどが生産に関わり、集団犯罪組織である暴力団、黒社会、ギャング、マフィアなどが流通させ、重要な資金源となった。

## 定義や法
世界保健機関（WHO）の用語集では、麻薬（narcotic）の語は昏迷・昏睡、痛みに対する無感覚を誘発する化学物質で、通常は麻薬性鎮痛薬のオピエートやオピオイドを指すが、法律上の用語として他の薬物を指す場合があるため、より具体的な意味を持つオピオイドの用語を用いている。麻薬（narcotic）の語は、規制された薬物を指して用いられる場合もあり、アメリカ合衆国やカナダの規制法によれば、オピオイドだけでなく、コカインや大麻を含む。国際条約としての規制の根拠は、1961年の麻薬に関する単一条約である。
Narcotics の日本語の翻訳として麻薬があてられた。痲薬とも書くが、1949年（昭和24年）の当用漢字制定以降は、表記は「麻薬」に統一されている。

### 医学上
歴史上かつ医学上の麻薬の定義で、麻酔薬のアヘン類のことを指す。
アヘン剤とは、モルヒネ、ヘロイン、コデインなど、ケシの実から抽出されるアルカロイドを合成したオピオイド系の薬物のことである。昏迷状態を引き起こす抑制薬であり、酩酊、多幸感などをもたらす一方、強力な依存性があり、急速に耐性を形成し、身体的な離脱症状を生じる身体依存を形成する。とりわけ作用量と致死量が近い薬物で危険性が高い。

### 国際条約上の定義
1912年の万国阿片条約から、1961年の麻薬に関する単一条約による麻薬の定義で、医学的な定義に大麻とコカインを追加したものである。国際的な定義である。
1912年の万国阿片条約では、アヘンやモルヒネ、またコカイン、またこれらと同様の害悪を引き起こす物質を規制した。その後、この条約が1925年に改定された時に、アジアやアフリカなど大麻の使用習慣のある国が消極的であったが、エジプトの提案でインド大麻も規制に追加された。第二次世界大戦を経て国際連盟が解体し、引き継ぐ国際連合による1961年の麻薬に関する単一条約（Single Convention on Narcotic Drugs）によって、同じような分類で麻薬―Narcotics―が国際的な管理下に置かれた。さらに、後続の国際条約である1988年の麻薬及び向精神薬の不正取引の防止に関する国際連合条約（Convention Against Illicit Traffic in Narcotic Drugs and Psychotropic Substances）の、第1条n項において、「麻薬」とは1961年の条約にて指定されたものであると定義されている。
大麻の鎮痛作用はモルヒネなどより弱いが、致死量は不明であり、身体依存はなく離脱症状も軽度であり、有害性の異なった薬物である。またコカインはオピオイドや大麻とも異なり、興奮作用がある精神刺激薬であるが、注射部位に局所麻酔作用がある。

### 日本の法律上の定義
日本の法律上の便宜による、麻薬及び向精神薬取締法（現通称および旧名: 麻薬取締法）における「麻薬」の定義。
まず日本では、大麻は繊維産業があったことから1948年に別個に大麻取締法を制定しており、戦後に乱用が問題となった覚醒剤類は覚醒剤取締法にて規制されている。1970年には麻薬取締法にLSDを追加し、日本の法律上の麻薬はほとんどが幻覚剤になっているとされる。日本では、向精神薬に関する条約の付表Iの、そのほとんどが幻覚剤であるものを、「日本の法理上は」麻薬としているということである。
この背景を詳しく説明すると、1961年の国際条約以降に乱用された薬物を規制するための、1971年の向精神薬に関する条約（Convention on Psychotropic Substances）が登場した。LSDのような幻覚剤や、覚醒剤やバルビツール酸系やベンゾジアゼピン系の抗不安睡眠薬が国際的な管理下に置かれた。向精神薬に関する条約において、医療的な価値がないとみなされた幻覚剤のような薬物は付表（スケジュール）Iに、それ以外の覚醒剤や睡眠薬は危険性により付表II以下に指定されている。後続する1988年の麻薬及び向精神薬の不正取引の防止に関する国際連合条約の第1条r項において、「向精神薬」とは1971年の条約の付表Iから付表IVまでの物質であると定義されている。すべて「国際条約上は」向精神薬である。
付表Iの物質は、欧州議会の報告書によれば次のように説明される。「現在のところ医学的利用価値が認められず、公衆衛生に深刻な害を及ぼす危険性があるとされる薬物」。日本では、付表II以下の医薬品については、だいたいは日本の法律上の向精神薬として管理される。
| 国際条約             | 規制物質                       | 規制物質                       | 日本法                         |
| -------------------- | ------------------------------ | ------------------------------ | ------------------------------ |
| 麻薬に関する単一条約 | あへん                         | あへん                         | あへん法                       |
| 麻薬に関する単一条約 | 大麻                           | 大麻                           | 大麻取締法                     |
| 麻薬に関する単一条約 | 麻薬                           | 麻薬                           | 麻薬取締法                     |
| 向精神薬に関する条約 | 向精神薬 付表I                 | （日本法の）麻薬               | 麻薬取締法                     |
| 向精神薬に関する条約 | 向精神薬 付表II                | 第1種向精神薬                  | 麻薬取締法                     |
| 向精神薬に関する条約 | 付表II一部の覚醒剤             | （日本法の）覚醒剤             | 覚醒剤取締法                   |
| 向精神薬に関する条約 | 向精神薬 付表III               | 第2種向精神薬                  | 麻薬取締法                     |
| 向精神薬に関する条約 | 向精神薬 付表IV                | 第3種向精神薬                  | 麻薬取締法                     |
| 対象外               | タバコ、アルコール、カフェイン | タバコ、アルコール、カフェイン | タバコ、アルコール、カフェイン |

LSDには過剰摂取した際の致死量も不明で、また幻覚剤には強力な依存性もなく、離脱症状はない。脱法ドラッグのようなものは、流通の後に日本の法律上の麻薬に指定され規制されることがある。つまり、法的に規制される前は、日本の法律上の麻薬には該当しない。
欧米では、MDMAを心的外傷後ストレス障害（PTSD） の治療薬として役立てようとする動きもあり、治験が進行中である。

### 他の用法：薬物全般の意味
薬物（drug）を指して、麻薬とした例である。薬物のうち、依存性や毒性、法規制の有無などを問わず、脳内の神経伝達物質に作用し、酩酊、多幸感、幻覚などをもたらすものを、俗に広義の麻薬に含めることがある。記事、薬物を参照のこと。このような特徴を持つ薬物は、アルコールや睡眠薬のように、規制管理が異なる薬物も該当する。しかしながら、アルコールや睡眠薬のような薬物は、上述のような麻薬とは異なり、致命的となる可能性のある離脱症状を生じる危険性がある。

### 取り締まり
多くの国では警察や医薬品を担当する部局の他、密輸対策として税関・沿岸警備隊・国境警備隊などが取り締まりや捜査を行っている。
麻薬の売買にはマフィアなどの犯罪組織が関わっていることが多いため、銃撃戦を想定し特殊部隊を編成する組織も多い。
薬物の流通ルートを解明するため、泳がせ捜査を許可している国もある。
日本では警察、麻薬取締部（厚生労働省）、関税局調査課（財務省）が捜査を行っている。
アメリカ合衆国では自治体の警察、麻薬取締局、アルコール・タバコ・火器及び爆発物取締局、国務省国際麻薬・法執行局、税関・国境警備局がそれぞれ取り締まりを行っている。
メキシコでは麻薬カルテルの抗争激化と警察や軍の汚職が蔓延していたため、メキシコ海兵隊が掃討作戦を行っている（メキシコ麻薬戦争）。

## 医療利用
麻薬（定義1）は、痛みに対する感覚を鈍らせる。そのため、モルヒネやコデインは鎮痛剤として医療の現場で処方される。麻薬性鎮痛剤として、モルヒネのような効果を持つメペリジン（商標名：デメロール）やメサドンが開発されている。メサドンはヘロイン依存症の置換治療として、薬物から離脱するために利用される。
薬物の研究者は、これらの鎮痛薬の作用機序を探る過程で、麻薬に反応する脳内の受容体（オピオイド受容体）を発見した。脳内麻薬と呼ばれることもあるエンドルフィンは、人体に存在する天然の鎮痛物質である。麻薬はエンドルフィンと同様の働きをし、オピオイド受容体と結合することが明らかになった。麻薬のアンタゴニストとして作用する薬物は、麻薬の作用を阻害し、乱用や過剰摂取の症状を逆転させる。こうして、アヘン剤とオピオイド受容体のアンタゴニストを組み合わせることにより、副作用の無い新しいタイプの鎮痛剤が作られるに至った。

## 摂取方法
麻薬の人体への摂取方法は、血液を経由して脳内へ薬物成分を送り込む方法がほとんどである。その手段として、そのまま飲む経口摂取のほか、舌下する、粉末状の麻薬を歯茎に塗布する、粉末状の麻薬を鼻孔へ吸引し鼻腔粘膜から吸収する、直腸粘膜から吸収する、性器粘膜から吸収する、喫煙する、蒸気を吸引する、注射器による静脈注射・筋肉注射、などがある。
経口摂取の場合、主に小腸から吸収され、肝臓で一旦解毒された後血液に混じるため、肝臓で分解される物質で直接脳内で作用させたい場合は、経口摂取以外の方法を採られる。

## 乱用による症状
種類により症状は様々であるが、ヘロイン、コカインなどの薬物では薬物依存症に陥りやすく、また依存症状が深刻になりやすい。
ヘロインには強い依存性がありニコチンと同等である。ヘロインでは深刻な病変や、機能低下を起こさないということを薬物禁止を支持するジェイムズ・Q・ウィルソンでさえ認めており、禁断症状によって時々発生する肉体的障害や、清潔でない注射針によるHIVウイルスなど感染症の問題は、非合法化されていることに関係して考えられる。タバコやアルコールの方が回復不能な障害を与えやすい。しかし、オピオイドの過剰摂取による死亡の多さは問題である。
コカインのような精神刺激薬では、使用によって妄想状態に陥り、精神刺激薬精神病となり暴力を引き起こすこともある。ヘロインそれ自体には使用者を犯罪に駆り立てるような効果はない。暴力を強く促すことが判明しているのはアルコールである。暴力犯罪を抑制する最も効果的な方法は治療だと考えられている。
薬物依存者は周囲の人間に発覚すること、逮捕されることを恐れるため、事実をしばしば隠す。このため、薬物依存症の患者として医療施設で治療が行われているのは、患者群の一部に過ぎないと思われる。コカインでは耐性を獲得しやすいとともに逆耐性の機序を持つために治療は長期化する傾向にある。また、過去の麻薬入手の経験により一般市民より麻薬の入手が容易であるためにしばしば中断する。逮捕され、刑務所に収監されると、内部で麻薬関連犯罪で逮捕された者と出会うことでかえって「ドラッグ仲間」が出来てしまい、出所後に薬物の購入を持ちかけられたり、密売などの犯罪に誘われるケースもある。

## 厳罰政策と寛容政策
厳罰な政策をとり薬物使用を犯罪とみなす国がある一方、薬物による害と人権侵害を減らすことを目的として、薬物に対して寛容な政策をとる国も存在する。
20世紀にはほとんどの国では法的に規制されており、許可なく製造、所持、使用すると刑罰が科される。スリランカ、マレーシア、シンガポール、中華人民共和国のようにアジア諸国には死刑を科す国も存在する。受刑者移送条約の非締結国で罪を犯した場合、日本より重い刑期をむかえることになる。しかし、麻薬依存者に対し刑罰を科しただけでは薬物依存症から抜け出せないため、その治療のため入院したり、刑法違反の累犯で刑務所に収監される人が後を絶たない。日本では医療刑務所に収監するケースも見られる。
21世紀初頭に、国際的に「薬物依存者には刑罰よりも治療が必要だ」とする見解が主流となり、2019年には国連の国際麻薬統制委員会は人権への配慮から、死刑の廃止を求め、軽微な犯罪には刑罰でなく治療の可能性を言及するようになった。持続可能な開発のための2030アジェンダ (SDG) の目標として薬物規制条約に従いながら人権保護を最大化するために、国連開発計画や世界保健機関は「人権及び薬物政策に関する国際ガイドライン」を出版し、薬物使用者に対する差別や不当な拘留の撤廃、科学的根拠に基づく予防や治療、個人的消費のための薬物所持や栽培の非犯罪化といった推奨事項がまとめられている。
1971年に国際的な麻薬戦争が開始され、世界の違法なアヘンの生産量は1971年の990トンから、1989年の4200トンに増加し、2007年には国連は8800トンとなり最大生産量に達したと報告した。アメリカで1990年代の10年間でコカインの使用量は増加し、2008年の国連の調査でもコカの葉を生産するためのコロンビアの土地は根絶計画に反して劇的に拡大した。つまり、1990年代以降、麻薬戦争は全面的に失敗であるという意見も増加してきたためである。
ウルグアイでは、2013年に大麻を合法化しているが、薬物規制条約が製造や輸出入に対し犯罪とすることを要求しているということで、国際麻薬統制委員会は協議を重ねてきている。2018年にカナダにおける大麻の合法化が続いた。合法化を含む解説記事の米国における非医療大麻の非犯罪化も参照。
ポルトガルの薬物政策では、2001年にすべての薬物を非犯罪化して依存者を予防と治療に専念することで、死亡者数とHIV感染者数、特に10代の大麻使用を減少させてきた。2021年にオレゴン州では全米初の薬物の非犯罪化のための州法が施行され、犯罪ではなく交通違反切符のような罰金となり、薬物の使用によって犯罪化や差別を受けることから保護し治療へつなげることを支援する。ヘロイン1グラム以下、コカイン2グラム以下、メタンフェタミン2グラム以下、MDMA /エクスタシー1グラムまたは5錠未満、LSDを40使用単位未満、シロシビン12グラム未満は単に罰金となる。
オランダの薬物政策のように大麻について刑法上は違法となっているが所持・摂取に対しては刑を執行しない事例も見られる（非犯罪化）。オランダでは、薬物をソフトドラッグとハードドラッグに分類し、大麻をソフトドラッグとして定義して、ほぼ合法として扱い、許可を受けた店舗で合法的に販売している。これによって犯罪組織の収入源を奪い、あらゆる薬物を扱う密売人との接触機会を無くすことで、害が深刻なハードドラッグ類の蔓延を抑止する政策を取っており、実際にヘロイン使用者が減少し、大麻使用者も増加していないなど、一定の効果をあげている。チェコやスイスでも似たような薬物政策がある。大麻を参照のこと。
21世紀初頭には、タイは死刑を設け厳罰主義を貫いてきた一国であったが、警察に殺害された人々は数千人にも上る一方で麻薬取引量は増加していったため、2017年までには死刑は執行されないよう政策転換をはかり、社会復帰を目指す相談所や依存者の治療をはじめている。

### 刑罰
ヘロインそれ自体には使用者を犯罪に駆り立てるような効果はなく、所持などが犯罪とされていることによって高額な薬物となり、そのため価格が高騰することが犯罪を引き起こす誘因となる。クリントン大統領時代の公衆衛生局長官のジョセリン・エルダースも暴力行為を減らすための薬物の合法化の検討を提案している。アメリカ医師会（AMA）が合法化を勧告したこともあった。アメリカにおける別の問題は、1968年の約16万人の薬物検挙者が年々増加して2007年には180万人を超えたことである。
| 国名           | 最高刑   |
| -------------- | -------- |
| 日本           | 無期拘禁 |
| アメリカ合衆国 | 終身刑   |
| イギリス       | 無期懲役 |
| エジプト       | 死刑     |
| オーストラリア | 終身刑   |
| 大韓民国       | 死刑     |
| 北朝鮮         | 死刑     |
| フィリピン     | 終身刑   |
| マレーシア     | 死刑     |
| シンガポール   | 死刑     |
| タイ王国       | 死刑     |
| 中華人民共和国 | 死刑     |
| 中華民国(台湾) | 死刑     |
| フランス       | 無期懲役 |
| マレーシア     | 死刑     |

## 日本における法規制

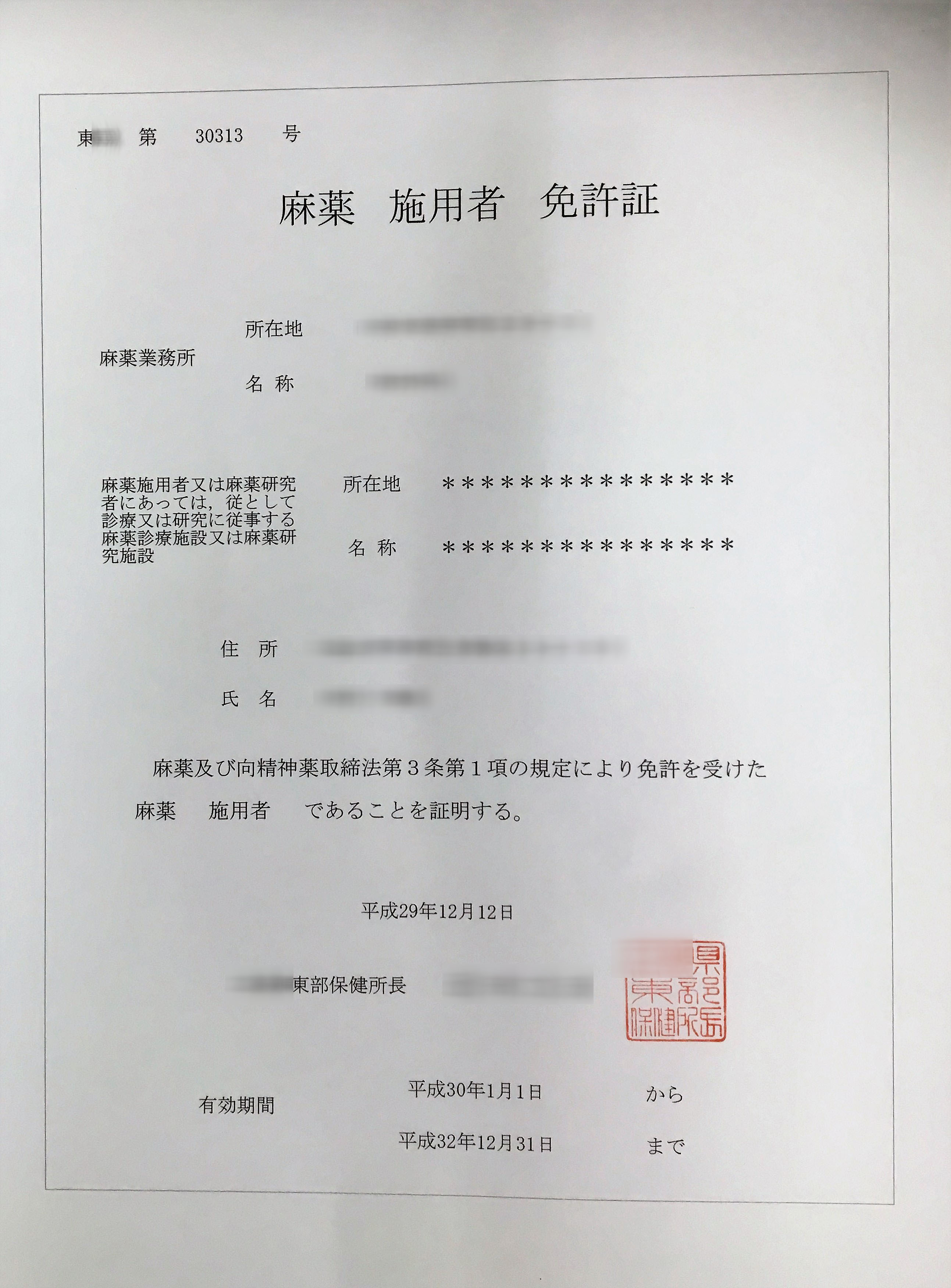
麻薬施用者免許証。医療用の麻薬を用途に従い使用するための免許である。麻薬に携わる免許は麻薬は麻薬及び向精神薬取締法の各条文を参照のこと。

麻薬及び向精神薬取締法では、免許がない者に対して、「法律上の麻薬」の所持、譲渡、製造、医療目的以外の輸出入が罰則付きで厳しく規制される。また麻薬は輸入・製造・製剤時に封がされたまま麻薬施用者のもとに届き、取引数量は施用されなかったぶんの廃棄に至るまで数量が厳しく管理される（向精神薬も製造・製薬において被封され、同様に取り扱われる）。モルヒネ等の原料となるアヘンはあへん法により取引は国の独占とされ、そのもととなるケシの栽培も国の厳しい管理下に置かれる。
なお繊維など麻薬以外の用途を有する大麻は大麻取締法によって規制が行われている。また薬物を規制する法律のうち、大麻取締法のみが医薬品としての使用を禁止しており、昨今欧米で薬効が注目されている医療大麻として法規制の見直しを唱える国内団体も存在する。

### 法運用の限界
デザイナードラッグとは、法律で麻薬に指定されている化学物質と、化学式が非常に良く似ているが厳密には指定されていない薬物である。こうした脱法ドラッグの流通が、日本において社会問題となっている。
一方、こうした薬物に対して、麻薬及び向精神薬取締法に基づき、政令により麻薬指定を進めてはいるものの、指定が化学物質名であることから指定が後手後手になりがちである。
また作用が似ていても、化学的構造が少しでも異なれば法で取り締まることは出来ず、麻薬に指定しても次々と新しい物質が作られるという「いたちごっこ」が続いている。しかし危険性は違法な麻薬に準じるものと考えられ、実際に健康被害や死亡例の報告もある。
国や自治体により、麻薬に類似した作用を起こす物質を特定し、似た化学物質と化学式を持つ薬物を一括して違法だと指定するなどの法対策がとられている。合成化学研究の障害になるとか、公知が困難になるため、知らずに扱った人が罪に問われかねないなど、問題点もあり、解決には至っていない。

### ケシ
日本では麻薬の原料となりうる特定種のケシの栽培については、モルヒネ・コデイン等の安定供給に資するため、あへん法により厚生労働省の委託を受けた特定農家での栽培ならびに学術研究用途に限られ、無許可の栽培は罰せられる。
アヘンを採取し得る用途での栽培は、毎年定められた栽培区域及び栽培面積の中において、栽培地及び栽培面積並びにアヘンの乾燥場及び保管場を定め、厚生労働大臣の許可を受けた上で栽培が許される。またアヘンを採取しない学術研究用途（ 都立薬用植物園（東京都小平市）における展示目的の栽培など）においては栽培地及び栽培面積を定めて厚生労働大臣の許可を受けた上で栽培が許される。したがって許可を受けずにケシを栽培する行為は違法である（市販されている観賞用のヒナゲシは麻薬成分を産生しない種類である）。
アヘンを採取可能なケシの栽培には、ケシの実からアヘンが第三者の手に渡らないよう厳重に囲い施錠した耕作地が必要である。さらにアヘン採取目的での栽培はケシの実から掻き取った生アヘンを乾燥させる場所や出来たアヘンの保管庫にも厳重な施錠管理が必要であることから、国産のアヘンは細々と栽培されるにとどまり、アヘンの需要の大半をインドからの輸入に頼っている。またアヘン採取を目的としない栽培についても植物園のほかは研究農場にとどまっている。

## 主な生産地域

### 黄金の三角地帯

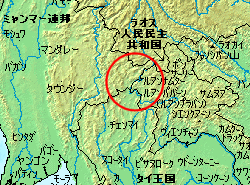
黄金の三角地帯

黄金の三角地帯（ゴールデントライアングル）とは、アヘン（阿片）の原料であるケシ（芥子）が、タイ・ラオス・ミャンマーの山岳地帯で多く栽培されていることによる呼称である。ただし、現在は麻薬の生産はほぼミャンマーに限られている。ミャンマーでは、麻薬王クン・サが仕切っていたことで有名なように、様々な政治勢力がドラッグビジネスと関わり合いを持っている。

### 黄金の三日月地帯
黄金の三日月地帯は、黄金の三角地帯と並ぶ、世界最大の麻薬及び覚醒剤密造地帯。アフガニスタン（ニームルーズ州）・パキスタン（バローチスターン州）、イランの国境が交錯している。この呼称の由縁は、アフガニスタン東部のジャラーラーバードから南部のカンダハールを経由し、南西部のザランジ地方に至る国境地帯が三日月形をしているため。

## 歴史

### アヘン戦争
アヘン戦争は清の林則徐がイギリスによるアヘンの輸入を禁じ、アヘンを没収し、廃棄処分したことを口実に起こされた戦争。1840年より二年間。
1889年にドイツで（バイエル社より）商品名ヘロインで発売され、モルヒネに代わる依存のない万能薬のように国際的に宣伝され、アメリカでは1924年に常用者推定20万人とされた。1912年の万国阿片条約で規制され第一次世界大戦後に各国が条約に批准した。ドイツで1921年、アメリカで1924年に医薬品の指定がなくなると、のちに非合法に流通するようになった。

### 戦時中の麻薬
ベトナム戦争ではメオ族を支援するためにアメリカ中央情報局（CIA）が市場へのアヘン運搬を支援したが、これが高純度のヘロインとなって駐留兵の手に渡った。アメリカで1971年麻薬患者が推定56万人となりニクソン大統領が、薬物に対する戦いを宣戦布告する。
アメリカ合衆国がベトナム戦争当時、アメリカ軍兵士に対して士気を高めるためにコカイン摂取を極秘に認めていた。当時ベトナムに駐留していたアメリカ軍兵士の40%がコカイン摂取をしていたとされる。現在でも航空機パイロットにアンフェタミン錠剤などを配布していると言われる。

### 国家産業やマフィアの資金獲得
コロンビアで1970年代後半から、アメリカ合衆国向けに密輸するコカイン栽培が急増した。アメリカ合衆国で1960年代後半からコカイン摂取がブームになったことがきっかけだった。コロンビアでコカイン生産を行ったのは、アンデス山中の大都市で動いていた犯罪組織メデジン・カルテルだった。その後犯罪組織はコロンビア国家の政治・経済も支配するようになり、コカイン栽培が国家産業の一つにまで発展した。
ミャンマーにおいては、主としてシャン州周辺で古くから栽培されており、同州にはミャンマーからの分離独立を志向する少数民族が多く存在する事、1960年代以降のいわゆる「ビルマ式社会主義」によってミャンマー経済が慢性的な停滞に陥り多くの人材が麻薬産業に流入した事、シャン州から主要な「市場」であるタイや中国に比較的近距離である事、60年代以降のミャンマー政府が国際的に孤立主義の傾向を取り続けた事などから、ケシ栽培を中心とする麻薬産業が急速に発達した。
少量の生産販売で多額の利益が得られる事、多くの麻薬植物は容易に栽培が可能である事から、多くの国の反政府ゲリラや民兵組織が資金源として麻薬産業を保有する事が多い。また、同様の理由で、かつ、中央政府の支配力が及ばない事から貧しい農家が「究極の換金作物」として麻薬植物を栽培するケースも多く、アフガニスタンや内戦当時のレバノン・ベッカー高原などでは盛んに麻薬植物が栽培されている。
2012年の第67回国連総会では、メキシコ、コロンビア、グアテマラといったラテンアメリカ諸国の大統領は、薬物の流通を制限するという証拠は乏しく、暴力につながるこうした政策の変更を提案した。メキシコでは、カルデロンの任期中6年間に、薬物に関連した暴力により死者は6万人を上回り、コロンビアでは撲滅運動にかかわらず依然としてコカインの世界最大の生産地の1つである。
2013年の国連の薬物乱用防止デーにおいて、法の支配は一部の手段でしかなく、罰することが解決策ではないという研究が進んでおり、健康への負担や囚役者を減らすという目標に沿って、人権や公衆衛生、また科学に基づく予防と治療の手段が必要とされ、このために2014年には高度な見直しを開始することに言及し、加盟国にはあらゆる手段を考慮し、開かれた議論を行うことを強く推奨している。

### オピオイド危機
2017年10月には、アメリカで処方されたオピオイドに端を発する過剰摂取死のうなぎ上りによって、トランプ大統領は公衆衛生の非常事態を宣言した。10月中旬には、トランプ大統領が麻薬問題担当長官に指名した共和党のトム・マリーノが、オピオイドの取り締まり弱体化させる法案を進めていたことで指名辞退となり、オピオイドを蔓延させた製薬会社への捜査の声も高まった。およそ1週間後には、オピオイドのフェンタニルを過剰に売り込んだ、インシス・セラピューティクス社の最高経営責任者（CEO）らが逮捕され、医師や薬剤師にリベートや賄賂を渡して売り込んでおり、FBIの捜査官はオピオイドをがんでもない患者に売りつけるのは密売人と変わらないと非難した。また中国で密造された、ほとんどがフェンタニル誘導体である合成オピオイドも新たな脅威となってきた。

## 文化と麻薬

### 宗教
幻覚性植物を聖なる植物とし、信仰の対象にしている宗教もある。米国のネイティブ・アメリカン・チャーチのペヨーテや、ブラジルのアヤワスカを使うカトリック系教会、ジャマイカのラスタファリ運動における大麻、西アフリカ、ガボンのブウィティ教、瞑想のために大麻樹脂を吸うシバ派のヒンドゥー教修行者などがある。日本ではかつてオウム真理教が「キリストのイニシエーション」と名付けた修行でLSDを使用していたことが報告されている。宗教儀式における幻覚性植物の使用は、コミュニティ内の連帯を高める役割もはたしている。2006年、アメリカ合衆国最高裁判所は、規制薬物の宗教上の使用を認める判決を出している。

### シャーマニズム
人類と向精神性作用のある植物との関係は遥か昔まで遡ることができる。世界各地にみられるシャーマニズムの儀式では、夜間に少人数で集まり、明かりを消した小屋の中や野外でたき火を囲み、幻覚性植物を摂取する。シャーマンは歌を歌い、祈りを捧げたりドラムを叩いたりしながら、病気の治療をしたり、神や精霊と交信し重要な決定をしたり予言をしたりする。メキシコ、マサテク族のマジックマッシュルーム、アメリカン・チャーチのペヨーテ（幻覚性サボテン）、アンデス地方のサンペドロ・サボテン、アマゾンのアヤワスカや西アフリカのイボガ（イボガイン）、シベリアのベニテングタケなどがある。中世ヨーロッパや古代インドでは、せん妄性の植物ベラドンナやダチュラが儀式的に使用されていた。

### 少数民族
コロンビアやペルー、ボリビアに住む先住民インディオや労働者は、コカインの原料であるコカの葉を興奮剤として日常的に噛んだり、お茶にして飲んでいる。東南アジア、東アフリカ、中東においても、興奮作用のある植物を嗜好品として摂取する習慣がある。ケシ（芥子）栽培をするタイ北部やラオスに住む少数民族の中には、アヘン中毒に陥っている者も少なくない。

### ヒッピームーブメント
定義2、3に該当する麻薬LSDは、1960年代後半に欧米を中心に爆発的に広まり、ヒッピームーブメントを生みだした。音楽、文学、映像、絵画、ファッションなどに大きな影響を与え、ベトナム戦争の反戦運動や精神世界、東洋哲学、エコロジーなどへの関心を集めた。中心人物として、元ハーバード大学教授のティモシー・リアリーや、『カッコーの巣の上で』を書いたケン・キージーなどがあげられる。

## 日本の法律における麻薬の一覧
- 麻薬及び向精神薬取締法および関連政令上の麻薬[注 7]
  - ヘロイン
  - コカイン
  - LSD（リゼルグ酸ジエチルアミド、通称エル、紙）
  - MDMA（3,4-メチレンジオキシメタンフェタミン、通称エクスタシー、X（エックス）、バツ、罰、玉）
  - MDEA（通称イブ）
  - マジックマッシュルーム（成分：シロシビン、シロシン、通称MM（エムエム））
  - 2C-B（4-ブロモ-2,5-ジメトキシフェネチルアミン、通称イル、電池）
  - GHB（ガンマヒドロキシ酪酸）
  - BZP（1-ベンジルピペラジン）
  - 5-MeO-DIPT（5-メトキシ－N,N-ジイソプロピルトリプタミン、通称ゴメオ、フォクシー）
  - AMT（3-（2-アミノプロピル）インドール）
  - 2C-T-7
  - 2C-I（通称エクスタシー）[注 8]
  - 2C-T-2[注 8]
  - 2C-T-4[注 8]
  - ケタミン（ケタラール）
  - モルヒネ
  - ジヒドロコデイン
  - フェンタニル
  - ペチジン
  - オキシメテバノール
  - その他
- 麻薬及び向精神薬取締法および関連政令上の向精神薬[注 9]
  - ベンゾジアゼピン（セルシン、ホリゾンなど）
  - バルビツール酸系（フェノバールなど）
  - メチルフェニデート（リタリン）
  - モダフィニル（モディオダール）
- その他の日本の法律によって規制されているもの
  - アヘン（あへん法・刑法）
  - 大麻（マリファナ）（大麻取締法）
  - 覚醒剤（アンフェタミン・メタンフェタミン ヒロポン）（覚醒剤取締法）

## 題材とした作品
古くから存在する社会問題として、隣接する覚醒剤や有機溶剤、幻覚剤などと共に、様々なジャンルで取り上げられる事が多い。また、政治問題や国際関係、あるいは貧困や家庭問題、青少年問題といった他のトラブルとも容易に結びつきやすい問題であるため、これらと付随して取り扱われる事がほとんどである。
なお、アメリカ合衆国では、違法薬物を使用する描写がある映画作品は、レーティングによってR-18指定となる。例えば、『地獄の黙示録』は、作品中に登場人物が大麻を吸飲するシーンがある事から、R-18指定となっている。
映画
- 『麻薬売春Gメン』 （1972年） - 千葉真一主演による麻薬Gメンによるマリファナの撲滅を描いた作品
- 『東京-ソウル-バンコック 実録麻薬地帯』 （1973年） - 国際的な麻薬ルートを暴く作品で、千葉真一、ノラ・ミャオなど四か国の俳優が出演し、製作された。
- 『十代 恵子の場合』 （1979年、東映セントラルフィルム製作） - 森下愛子主演。
- 『トレインスポッティング』（1996年）イギリス映画、ストリートの若者によるヘロインの使用と密売。
- The House I Live In（2012年） （英語） 麻薬戦争を批判的に描いたドキュメンタリー。
- 『カルテル・ランド』（2015年）監督マシュー・ハイネマン、麻薬カルテルとの戦いを扱い、アカデミー賞にノミネート。